# Bradycassis matogrossoensis
Bradycassis matogrossoensis es un coleóptero de la familia Chrysomelidae.
Fue descrita científicamente por primera vez en 1996 por Swietojanska & Borowiec.